# Gotička kuća u Bolu
Gotički ljetnikovac u Bolu na Braču nalazi se na adresi Račić 2.

## Opis
Zgrada je podignuta koncem 15. stoljeća kao ljetnikovac u luci. Južno pročelje na prvom katu je rastvoreno gotičkom biforom i monoforama, a na zapadnom je rekonstruirana bifora po ostacima stare. Mrežište bifore oblikovano je isprepletenim lukovima, a lukovi su oblika trolista. Krajem 16. i početkom 17. stoljeća kuća je povišena i opremljena obrambenim elementima zbog opasnosti od turskih napada s mora zvana te dobiva naziv Kaštil.

## Zaštita
Pod oznakom Z-1865 zavedena je pod vrstom "nepokretno kulturno dobro - pojedinačno", pravna statusa zaštićena kulturnog dobra, klasificirano kao "stambene građevine".

## Vanjske poveznice
|  | Zajednički poslužitelj ima još gradiva o temi Gotička kuća u Bolu |